# Olivia Hack
Olivia Hack (Beverly Hills (Californië), 16 juni 1983) is een Amerikaanse actrice en stemactrice. Als stemactrice werd ze bekend door het inspreken van de stem van Rhonda Wellington Lloyd in Hey Arnold!. Ze spreekt onder andere ook de stem van Ty-Lee in, in de serie Avatar: The Last Airbender.
- Biblioteca Nacional de España: XX4684534
- Bibliothèque nationale de France: cb150439435 (data)
- International Standard Name Identifier: 0000 0001 1935 6793
- Library of Congress Control Number: no2010162097
- Virtual International Authority File: 66750805
- WorldCat: E39PBJxRB7vDQD4cWBJrYbvj4q